# Madison Davenport
Madison Davenport, née le 22 novembre 1996, à San Antonio, au Texas, est une actrice américaine. 
Elle joue notamment le rôle de Hannah Brenek dans le film, Possédée (2012).

## Biographie
Madison Davenport passe son enfance à San Antonio au Texas. Elle commence sa carrière en 2005 dans un petit rôle dans Conversation(s) avec une femme. Elle apparaît aussi notamment dans diverses séries comme Numb3rs, Close to Home ou Les Experts : Manhattan.
Elle joue un rôle vocal dans le dessin animé Nos Voisins, les hommes avant de tenir le rôle de Megan, une petite fille qui aide Temperance et Seeley dans Bones.
Elle joue dans divers films et téléfilms avant de tenir un rôle récurrent dans la série américaine Shameless.
Elle joue le rôle de Kate Fuller dans From Dusk till the Dawn, la série de Robert Rodriguez de 2014 à 2016.
Elle tient le rôle de Na'el dans le film Noé qui est sorti en 2014 de Darren Aronofsky, au côté de Russell Crowe, Anthony Hopkins, Jennifer Connelly, et Emma Watson, qui retrace l'Arche de Noé et le Déluge.

## Filmographie

### Cinéma
| Année | Film                                             | Rôle                 | Notes                |
| ----- | ------------------------------------------------ | -------------------- | -------------------- |
| 2005  | Harmony Parker                                   | Harmony Parker       | Court-métrage        |
| 2005  | Conversation(s) avec une femme                   | Jeune fille anglaise |                      |
| 2006  | Nos Voisins, les hommes                          | Quillo               | Voix                 |
| 2006  | Strangers                                        | Abbey                | Court-Métrage        |
| 2006  | Hammy's Boomerang Adventure                      | Quillo               | Voix / Court-métrage |
| 2006  | Journey On Rio: Number Two                       | Bianca               | Voix                 |
| 2007  | L'Empreinte du passé                             | Casey Eastman        | Téléfilm             |
| 2007  | À la recherche de Noël (Christmas Is Here Again) | Sophiana             | Voix                 |
| 2007  | Dog Days III                                     | Bianca               | Voix                 |
| 2008  | Horton                                           | Voix additionnelles  |                      |
| 2008  | Humboldt County                                  | Charity              |                      |
| 2008  | Kit Kittredge: An American Girl                  | Ruthie Smithens      |                      |
| 2008  | Ponyo sur la falaise                             | Voix additionnelles  |                      |
| 2008  | Parasomnia                                       | Jeune Laura Baxter   |                      |
| 2009  | The Attic Door                                   | Caroline             |                      |
| 2010  | Jack et le Haricot magique                       | Destiny              | Téléfilm             |
| 2010  | L'Impossible Pardon                              | Mary Beth Graber     | Téléfilm             |
| 2010  | Dad's Home                                       | Lindsay Westman      | Téléfilm             |
| 2012  | Possédée                                         | Hannah Brenek        |                      |
| 2014  | Noé                                              | Na'el                |                      |
| 2015  | Sisters                                          | Haley                |                      |
| 2021  | Supercool                                        | Summer               | Film                 |
| 2024  | Jeu intérieur                                    | Beatrice             | Film                 |

### Série télévisée
| Année | Séries                     | Rôle            |
| ----- | -------------------------- | --------------- |
| 2005  | Numb3rs                    | Julia Rausch    |
| 2005  | Close to Home              | Katie           |
| 2005  | Les Experts : Manhattan    | Abby Drake      |
| 2005  | Hot Properties (en)        | Hannah          |
| 2006  | Bones                      | Megan           |
| 2007  | La Légende des super-héros | Abel            |
| 2008  | Special Agent Oso          | Stacey & Fiona  |
| 2008  | Urgences                   | Claire O'Fallon |
| 2011  | Les Experts                | Camryn Pose     |
| 2011  | Shameless                  | Ethel           |
| 2011  | Dr House                   | Iris            |
| 2013  | Save Me                    | Emily Harper    |
| 2013  | Esprits criminels          | Samantha Wilcox |
| 2014  | Une nuit en enfer          | Kate Fuller     |
| 2018  | Sharp Objects              | Ashley Wheeler  |
| 2019  | Black Mirror               | Jack            |
| 2019  | Reprisal                   | Meredith Harlow |